# Vagón marmita
Un vagón marmita es un tipo especial de vagón equipado con una cubeta basculante montada sobre una plataforma de construcción reforzada, utilizado para transportar a vertedero la escoria metalúrgica fundida procedente de un alto horno o de un horno de solera.

## Historia
Desde el comienzo de la producción de los altos hornos hasta finales del siglo XIX, cuando el volumen de producción siderúrgica todavía no era muy elevado, el arrabio fundido se liberaba en el patio de fundición y la escoria en una zona especial (denominada patio de escoria) ubicada directamente en el suelo situado junto al horno. La escoria, una vez enfriada, se trituraba y se sacaba en carretillas al vertedero. 
Posteriormente, se comenzó a cubrir el patio de escoria con losas de fundición, sobre las que se trituraba la masa de escoria endurecida. Por lo tanto, era necesario dedicar mucho tiempo y trabajo físico a la limpieza de la escoria y a la retirada de los tochos de arrabio, lo que restringió el aumento de la productividad de los altos hornos.
El problema de la eliminación ininterrumpida de la escoria y del arrabio fundidos se resolvió elevando los hornos, de forma que los materiales fundidos pudieran fluir a través de unas canaletas hacia las cubas de los vagones marmita que circulaban por las vías del ferrocarril situadas por debajo de la solera del horno.

## Estructura
La plataforma de un vagón marmita es una estructura soldada. Los principales elementos de sostenimiento son unas vigas curvas que se sueldan a los apoyos laterales sobre los que puede pivotar lateralmente la cuba mediante el correspondiente mecanismo de inclinación. La plataforma descansa sobre dos bogies de dos ejes cada uno. El gran anillo de acero central sirve de soporte a la cubeta, y cuenta con orificios ovalados en las paredes para permitir una mejor refrigeración por aire de las paredes de la cubeta, cuyo movimiento giratorio se controla mediante un mecanismo de ruedas dentadas motorizado. Para fijar y asegurar la cubeta, el anillo cuenta con salientes en la parte superior y con orejetas en la parte inferior.
La cubeta gira mediante un mecanismo que contiene un sistema de engranajes accionado por un motor eléctrico montado en la plataforma. Los cubilotes cargados de escoria fundida funcionan en condiciones muy difíciles: a altas temperaturas y con un calentamiento desigual a distintas alturas y según el espesor de la pared, lo que conduce a la formación de grietas. Por lo tanto, para minimizar este problema es importante elegir una configuración adecuada, que suele ser una forma troncocónica con fondo esférico o elipsoidal, y sección transversal redonda u ovalada.
Están hechos de acero fundido con paredes de 60 a 100 mm de espesor. Para reducir las deformaciones térmicas y aumentar la resistencia, la superficie exterior del cucharón está reforzada con nervaduras orientadas radialmente. A diferencia de lo que sucede con los vagones torpedo, la superficie interna de la cubeta de escoria no es de ladrillo refractario, porque la escoria no afecta al metal de la cubeta como el arrabio fundido, que reacciona en contacto con el metal. La escoria líquida, a diferencia del arrabio fundido, incluso a temperaturas más altas, debido a sus propiedades físicas no puede "cortar" el cuerpo metálico de la cubeta en contacto con él. Además, la pérdida de calor de la escoria a través de las paredes del cubilote y la probable solidificación parcial de la escoria en su interior durante su transporte desde el horno hasta la escombrera no es significativa. Los vagones marmita están equipados con un freno neumático y manual, acoples para su conexión con otros vagones similares o a una locomotora, y un gancho para fijarlos a los rieles cuando la cubeta se inclina.
A mediados del siglo XX se utilizaban vagones marmita con una capacidad de 11,0 m³, pero luego se diseñaron con 16,0 y 16,5 m³.

## Utilización
Antes de instalar el vagón marmita debajo del horno para verter la escoria en él, el interior de la cubeta se recubre con lechada de cal para evitar que la escoria se adhiera a él. Después de ser cargados uno detrás de otro en un alto horno, los vagones marmita son transportados por una locomotora a un vertedero de escoria, que puede estar ubicado a una distancia de varios kilómetros de los hornos.